# Anania ledereri
Anania ledereri is een vlinder van de familie van de grasmotten (Crambidae). De wetenschappelijke naam van deze soort is voor het eerst voorgesteld als Trichovalva ledereri door Hans Georg Amsel in een publicatie uit 1956.
De soort komt voor in Venezuela.